# الأستاذ (فلم 2020)
الأستاذ هو فيلمٌ مغربيٌ أُنتج عام 2020.[بحاجة لمصدر]

## قصة الفيلم
أستاذ جامعي في الكيمياء، وهو متفوق رغم معاناته من مرض نفسي. يكتب بحثاً علمياً يجعله محط الأنظار، لذا تقوم جهة مجهولة باختطاف ابنته، لإرغامه عن الكشف عن شفرة فك أحد التفاعلات الكيمائية في بحثه.

## وصلات خارجية
- الأستاذ على موقع قاعدة بيانات الأفلام العربية
- الأستاذ على موقع كاروهات
- الأستاذ على موقع السينما الحمراء